# PKS Jasło

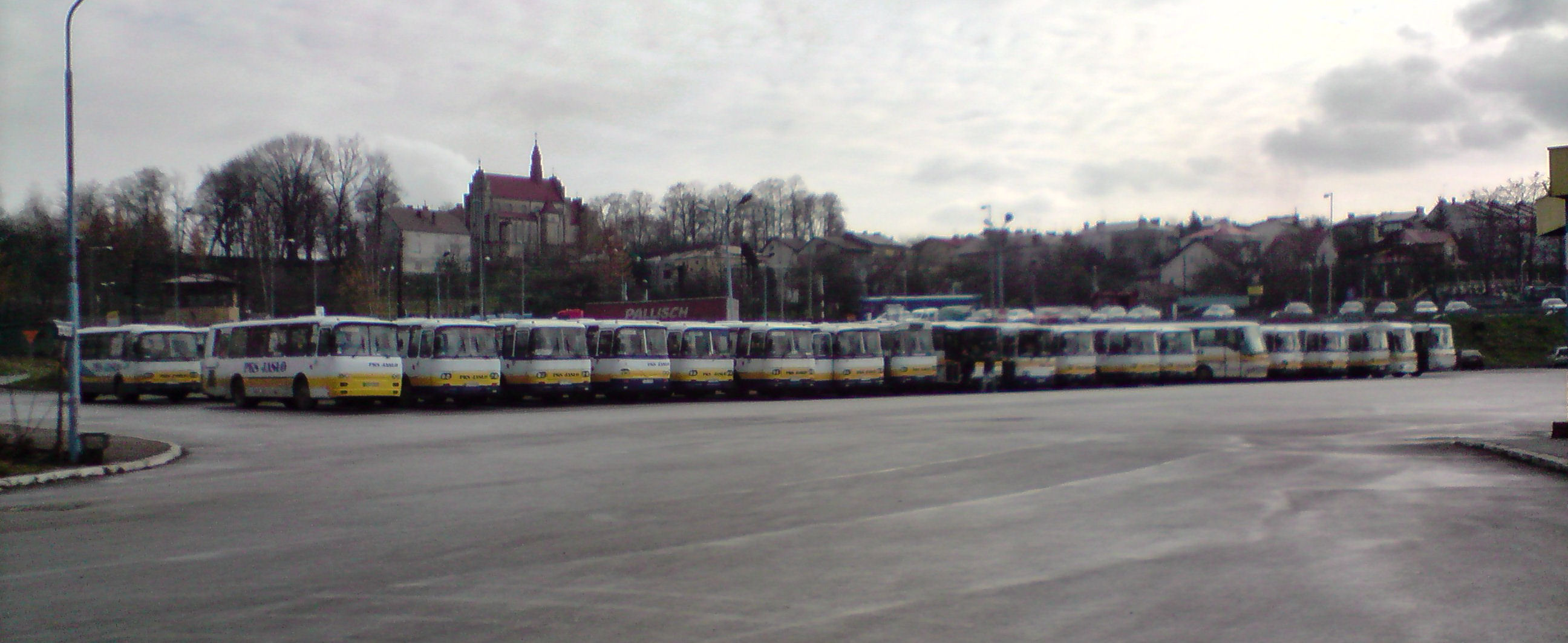
Część taboru PKS Jasło znajdująca się na dworcu.

PKS Jasło (Przedsiębiorstwo Komunikacji Samochodowej w Jaśle) – polskie przedsiębiorstwo założone w roku 1949. Początkowo funkcjonowało jako przedsiębiorstwo państwowe, w wyniku prywatyzacji w kwietniu roku 2001 przekształcone do spółki z ograniczoną odpowiedzialnością. W lipcu 2018 roku, w ramach restrukturyzacji przedsiębiorstwa PKS JASŁO S.A została utworzona  spółka PGZK-JASIEL Sp. z o.o. Jako spółka zależna Przedsiębiorstwa Komunikacji Samochodowej Jasło Spółka Akcyjna (PKS JASŁO S.A. objęła 100% udziałów Spółki). Z dniem 1 września 2018 roku Spółka przejęła zorganizowaną część transportową Przedsiębiorstwa Komunikacji Samochodowej Jasło S.A..
Firma oferuje regularne i okazjonalne przewozy pasażerskie, świadczy także usługi serwisowe oraz posiada punkt sprzedaży paliw. Autobusy kursują zarówno na liniach lokalnych jak i dalekobieżnych.
Do końca lat 80. dworzec zlokalizowany był na Placu Żwirki i Wigury w Jaśle, w roku 1980 zapadła decyzja o budowie nowego dworca, termin oddania nowego obiektu do użytku był wielokrotnie przesuwany. Obecnie dworzec znajduje się przy ulicy Dworcowej 3, sekretariat zaś przy ulicy Towarowej 26B w Jaśle.

## Tabor

### Aktualny
| Typ autobusu                                | Eksploatacja od                             | przewóz osób na wózkach                     | Liczba |
| ------------------------------------------- | ------------------------------------------- | ------------------------------------------- | ------ |
| Autosan H9-21                               | 1985                                        |                                             | 36     |
| Autosan H9-35                               | 1991                                        |                                             | 4      |
| Autosan H10-10                              | 1997                                        |                                             | 2      |
| Autosan H10-11                              | 1997                                        |                                             | 2      |
| Jelcz T120                                  | 1999                                        |                                             | 1      |
| Autosan A1010T                              | 2000                                        |                                             | 6      |
| Autosan A0909L                              | 2001                                        |                                             | 2      |
| MAN RH353 Lion´s Coach                      | 2002                                        |                                             | 1      |
| Bova Futura FHD 12                          | 2006                                        |                                             | 1      |
| Carrier PC 27S                              | 2006                                        |                                             | 4      |
| Mercedes-Benz Sprinter                      | 2006                                        |                                             | 2      |
| Obradors P R.C                              | 2006                                        |                                             | 1      |
| Renault FR1                                 | 2006                                        |                                             | 6      |
| Auwärter Teamstar                           | 2008                                        |                                             | 1      |
| Bova Futura FLD 12                          | 2008                                        |                                             | 2      |
| Iveco Eurobus                               | 2009                                        |                                             | 2      |
| Setra S215 RL                               | 2011                                        |                                             | 1      |
| Jonckheere Auteuil                          | 2012                                        |                                             | 1      |
| Otoyol M29                                  | 2013                                        |                                             | 1      |
| Wszystkie pojazdy                           | Wszystkie pojazdy                           | Wszystkie pojazdy                           | 76     |
| Udział autobusów niskopodłogowych we flocie | Udział autobusów niskopodłogowych we flocie | Udział autobusów niskopodłogowych we flocie | 0%     |

### Historyczny
PKS Jasło użytkowało wiele modeli pojazdów, takich jak np.:
- Autosan H9-03 oraz Autosan H1010P
- Jelcz 043
- Jelcz L11 oraz Jelcz L11/2
- Jelcz M11
- Jelcz PR110D oraz Jelcz PR110M
- San H01A oraz San H01B
- San H100
- Škoda 706 RTO
- Ikarus-Zemun IK160P

## Galeria

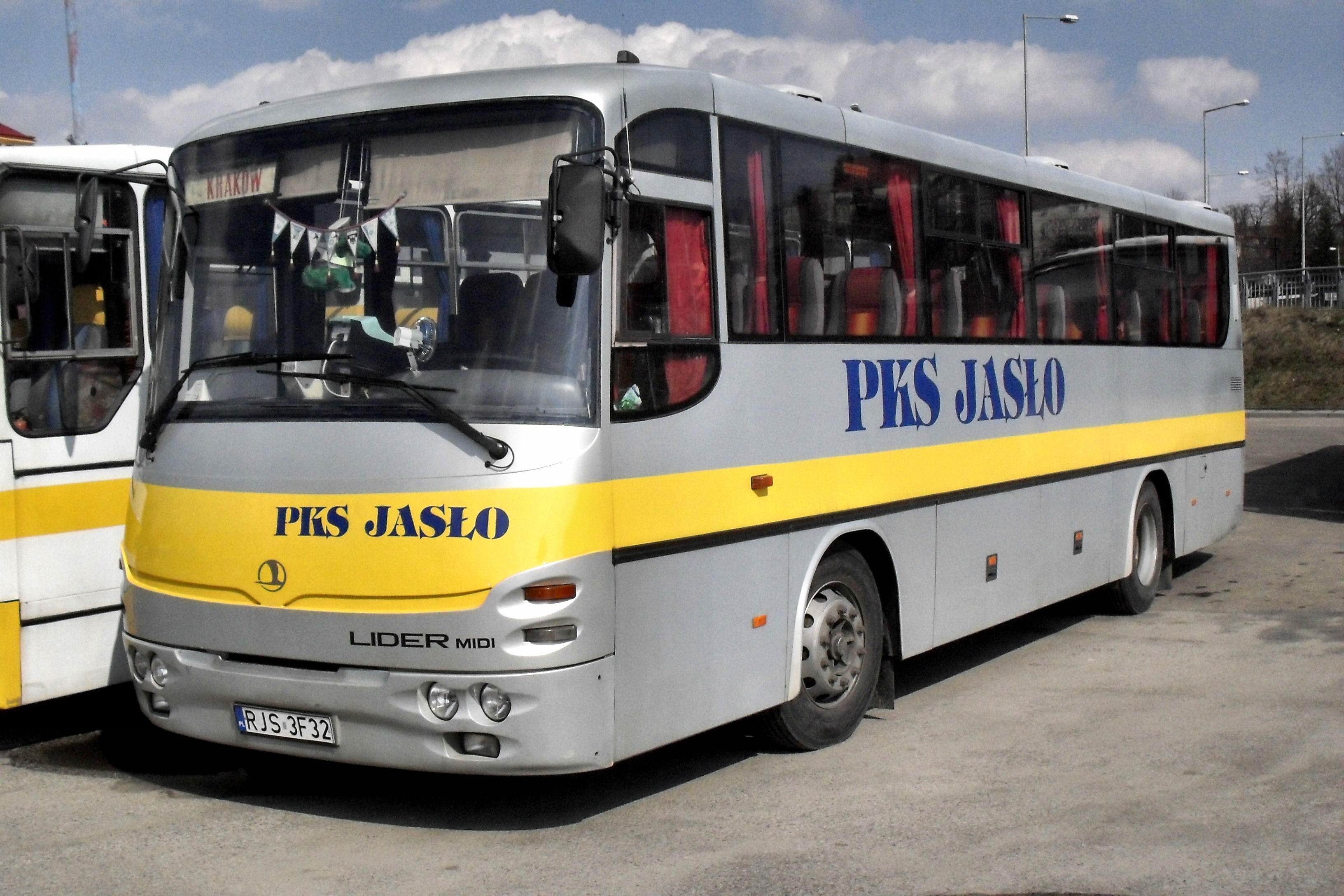
Autosan A1010T
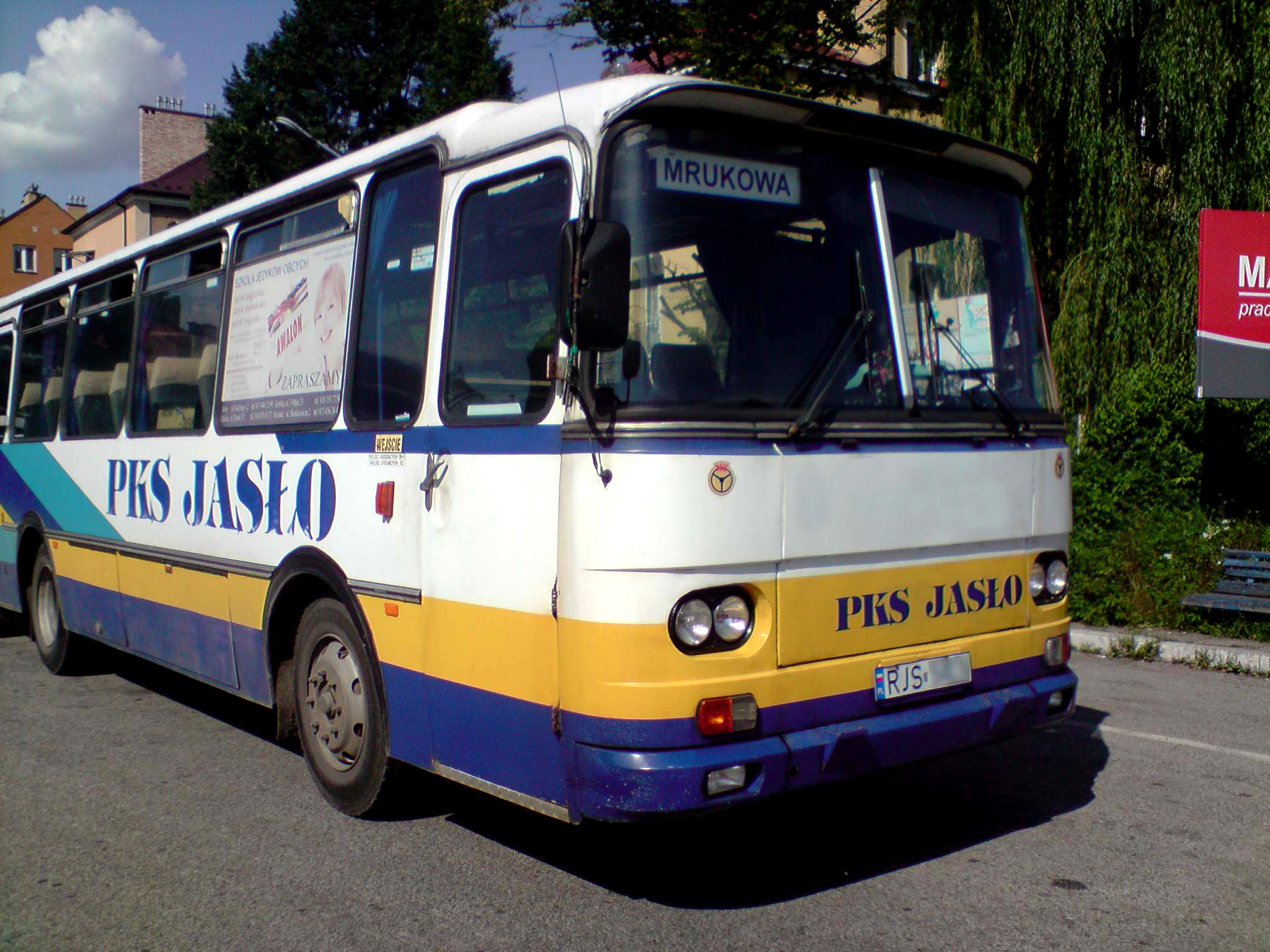
Autosan H9-21
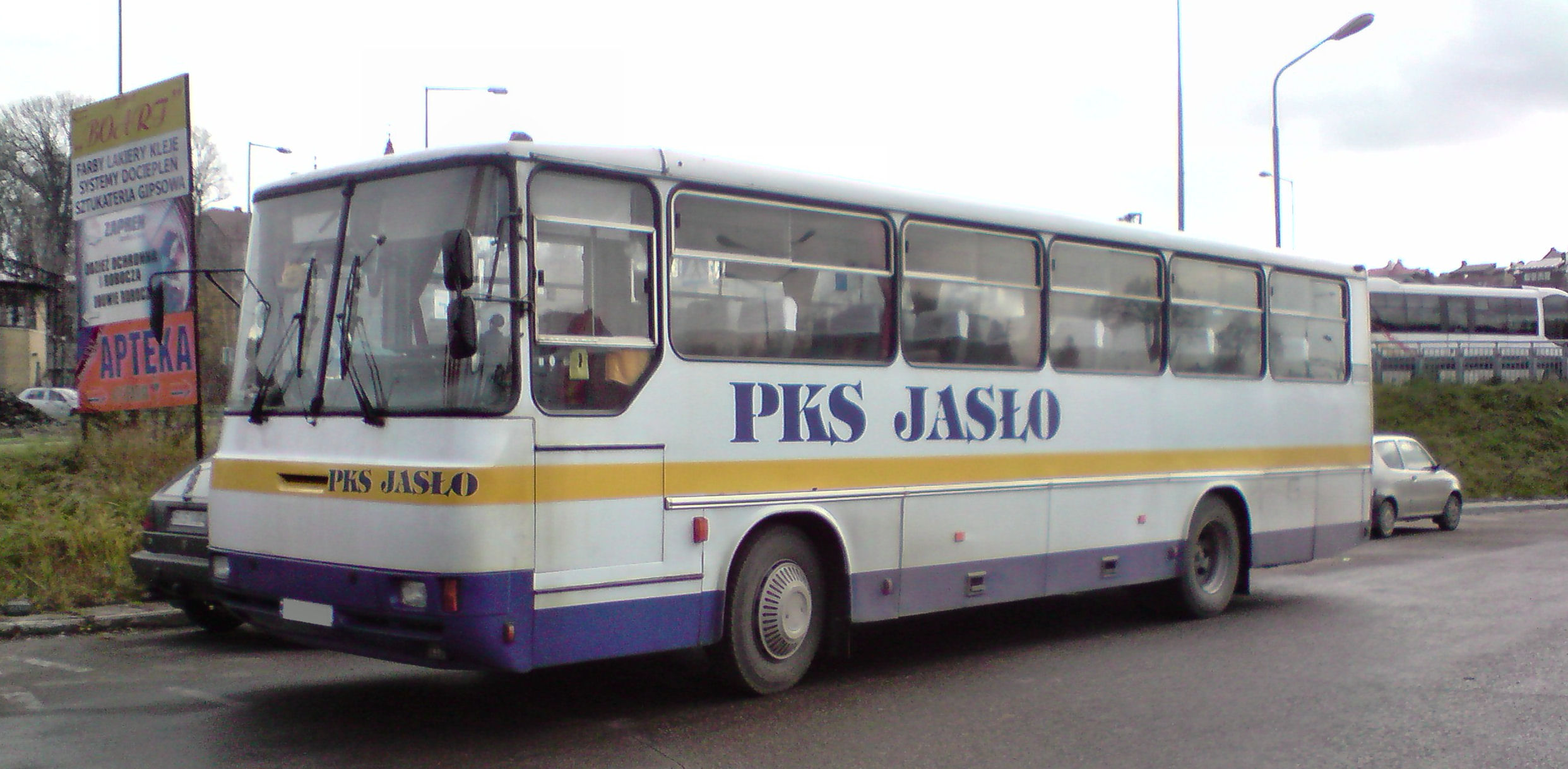
Autosan H10-10
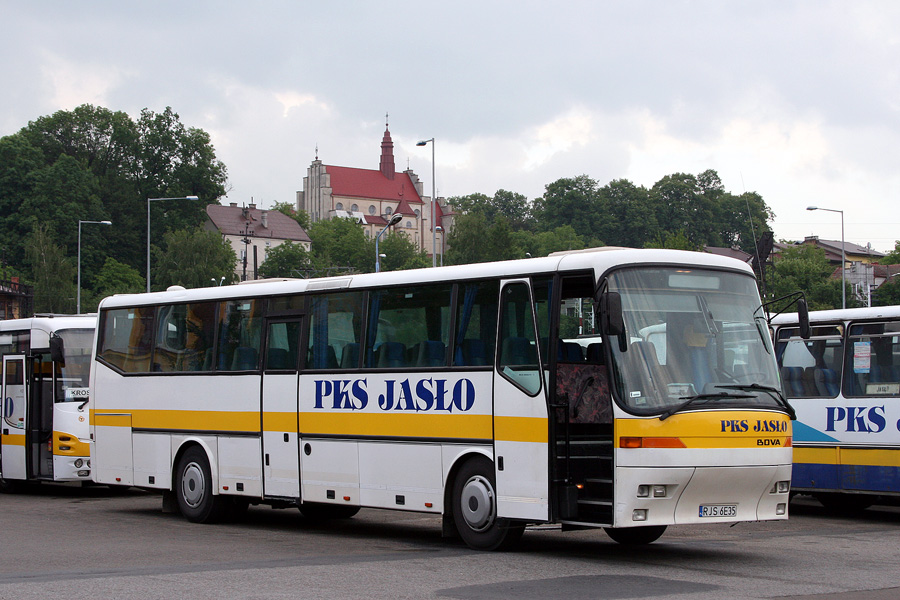
Bova Futura FLD12
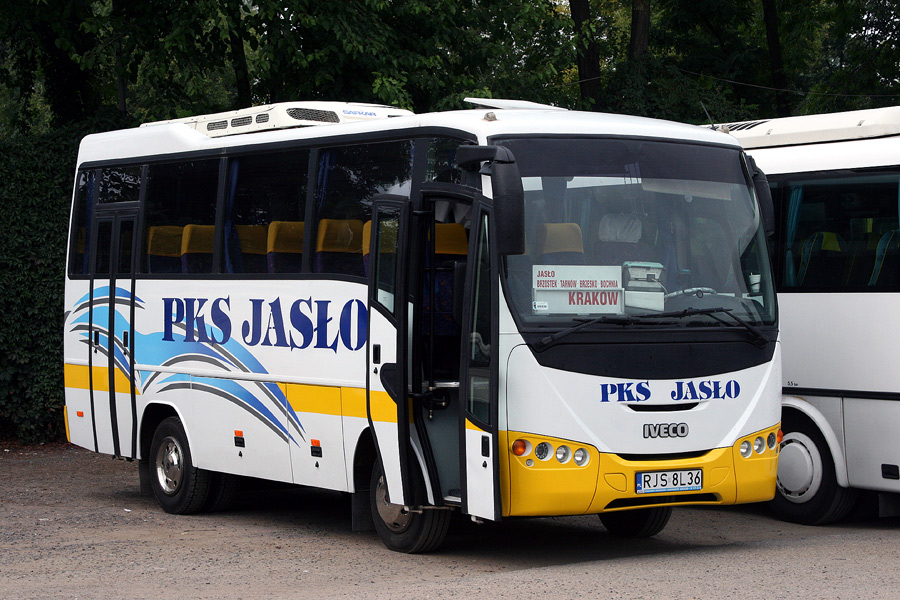
Iveco Eurobus
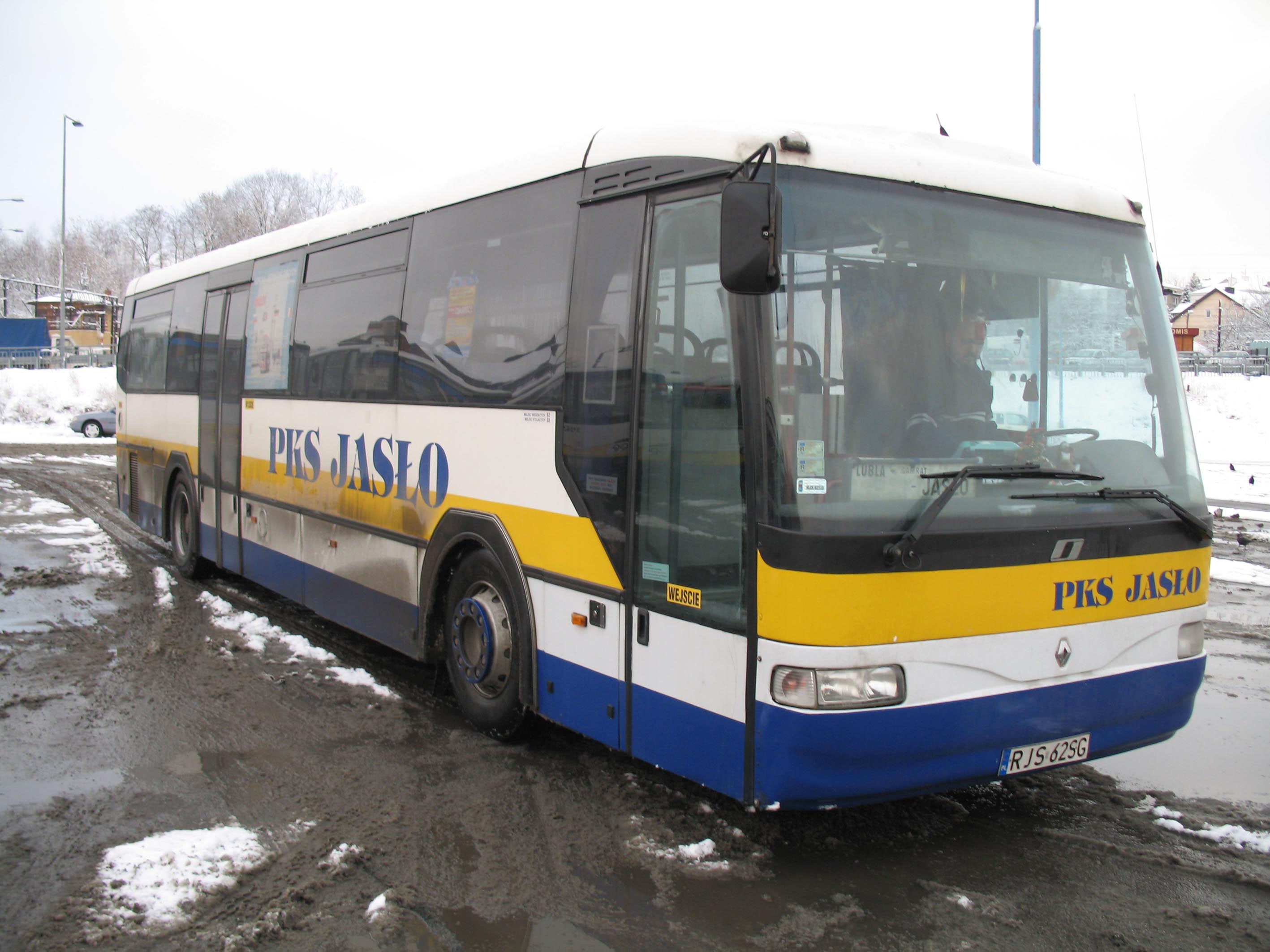
Obradors P R.C
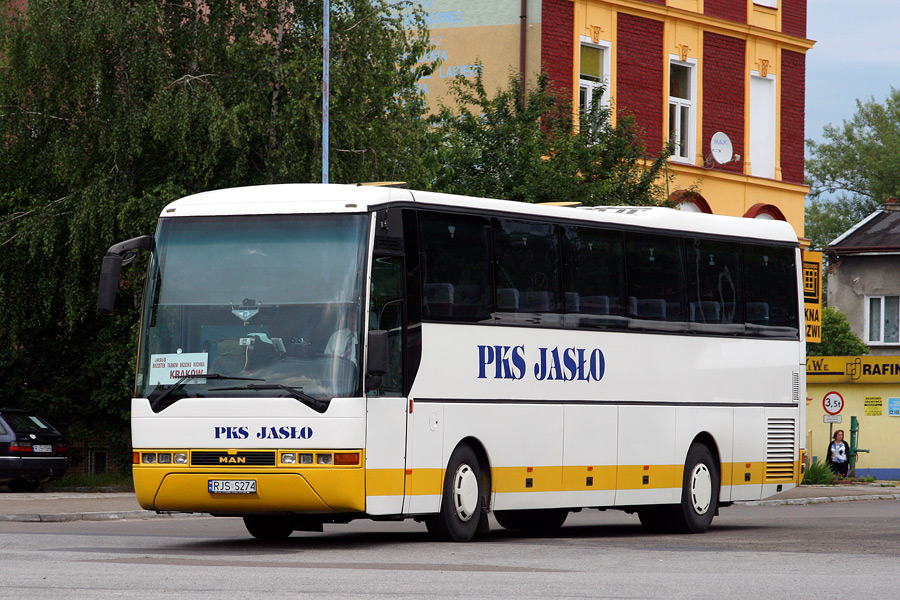
MAN RH353 Lion´s Coach
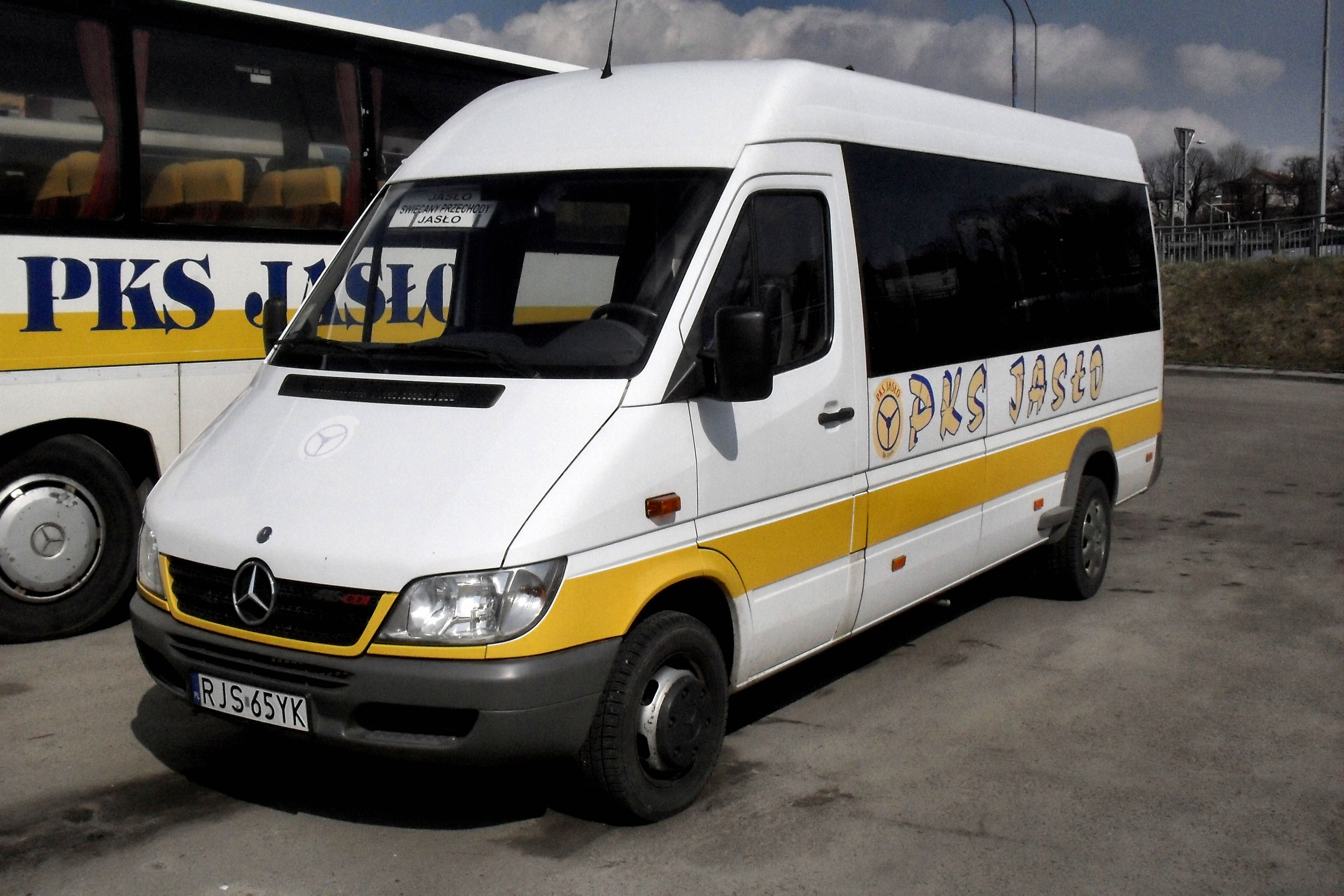
Mercedes-Benz Sprinter
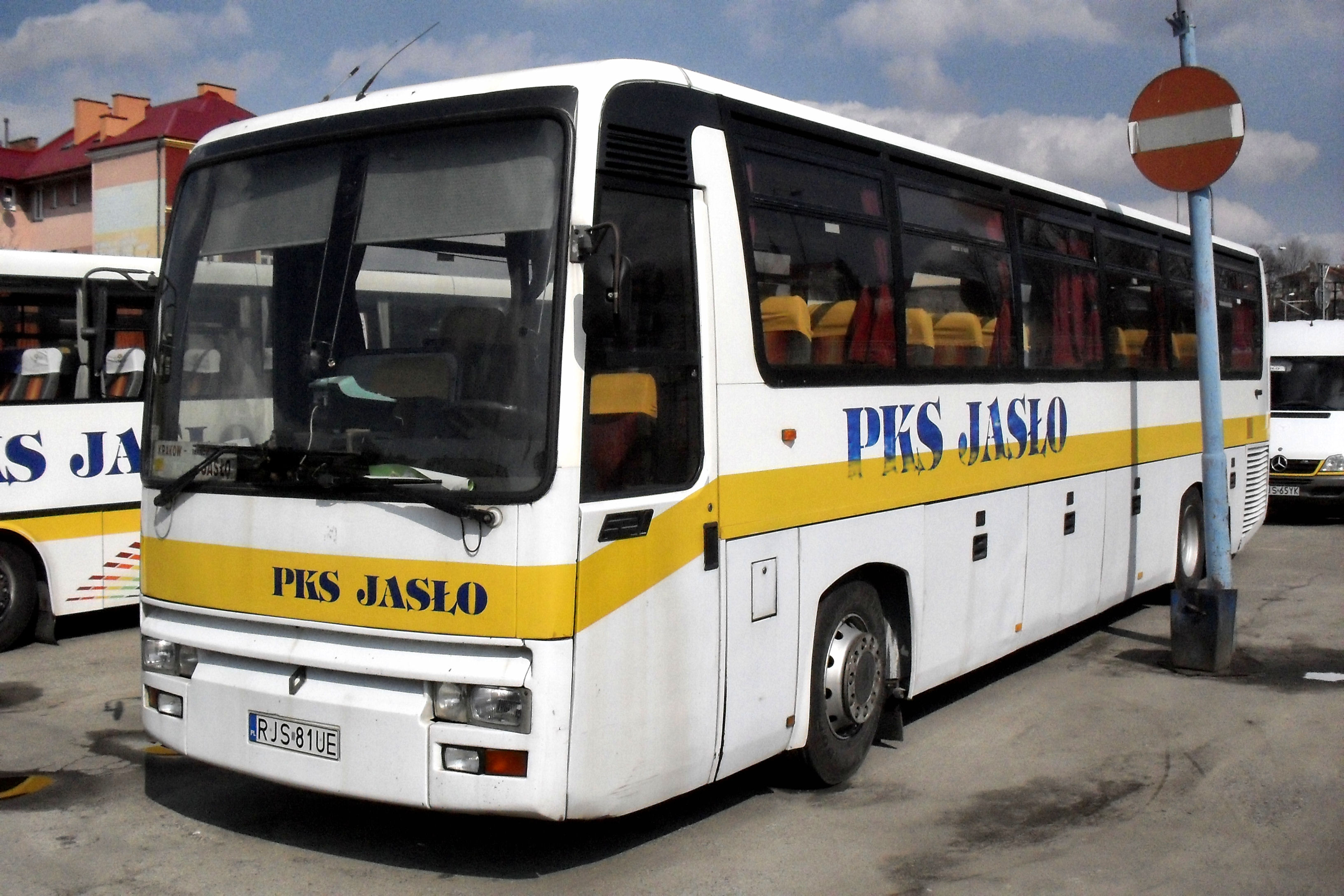
Renault FR1